# Cleora eichhorni
Cleora eichhorni là một loài bướm đêm trong họ Geometridae.